# Goshala

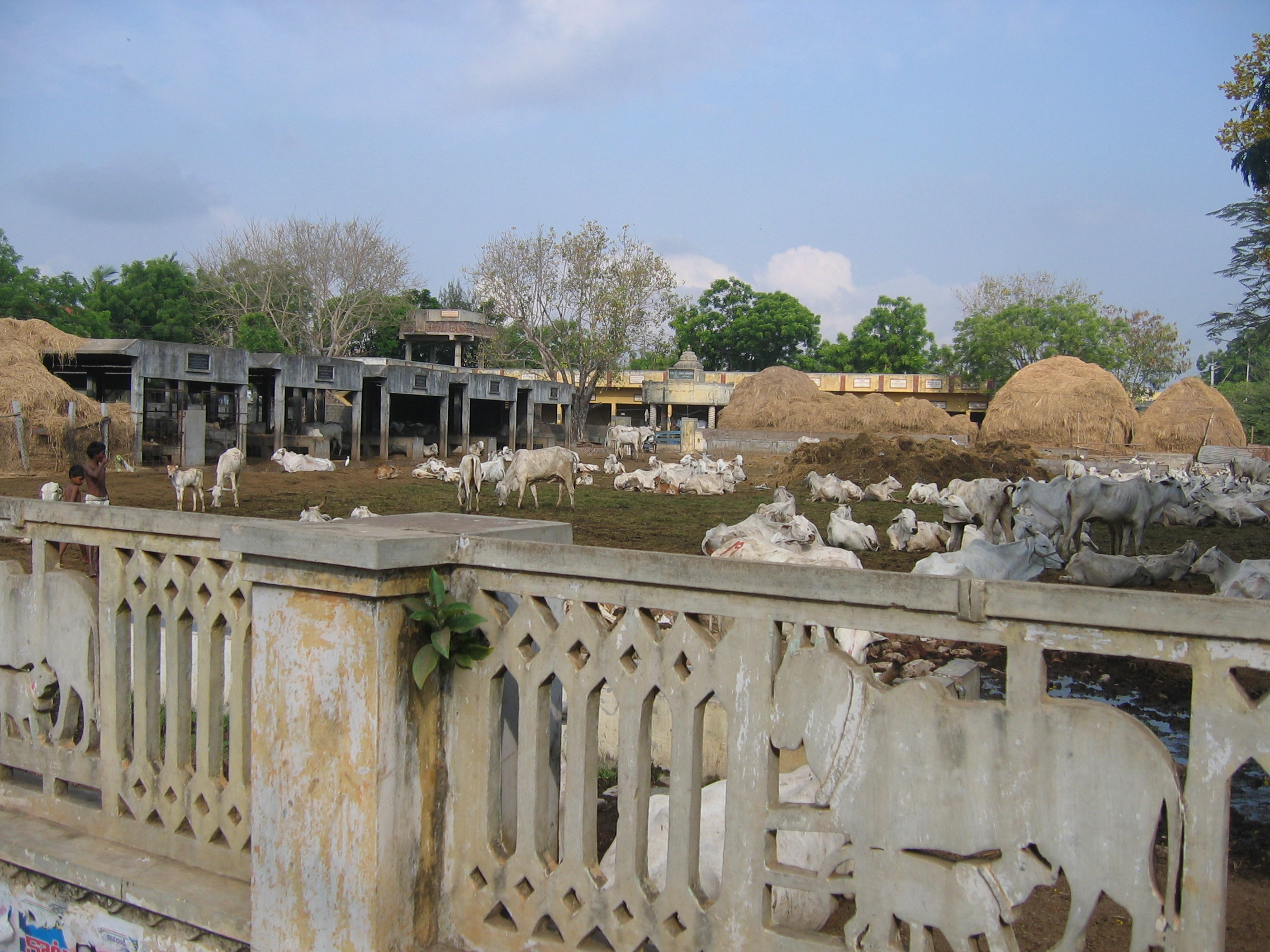
Goshala in Guntur, Andhra Pradesh

Goshala, auch Gaushala (Hindi गौशाला) ist in Indien eine Pflege- und Futterstation für Rinder (meist Kühe). Goshalas werden verstärkt seit dem Ende des 20. Jahrhunderts aus religiösen und praktischen Gründen am Rand von größeren Städten für die im Hinduismus als heilig geltenden Kühe eingerichtet.

## Etymologie
Das Sanskrit-Wort go (oder gau) bedeutet „Kuh“, shala bedeutet „Unterstand“, „Schutz“. Das Wort für „Kuh“ ist auch in gopi (oder gopika), den mythischen Kuhhirtinnen im Umfeld des Gottes Krishna, enthalten. Makkhali Gosala (auch Mankaliputta Goshala), der nach der Legende in einem Kuhstall geboren wurde, gilt als Gründer der Ajivika-Religionsgemeinschaft im 6. oder 5. Jahrhundert v. Chr.

## Geschichte
Anders als in den ländlichen Regionen Indiens, wo die Tiere gehütet werden mussten, wurden Kühe (und andere Tiere) in den Städten jahrhundertelang weitgehend sich selbst überlassen; sie wurden zwar manchmal gefüttert und regelmäßig gemolken, jedoch nicht geschlachtet. Den Hauptteil ihrer Nahrung fanden sie in den Abfällen der Stadt. Wegen ihrer Milch und dem daraus gewonnenen Butterschmalz (Ghee) werden Kühe als heilig betrachtet und von vielen Hindus in ihrer Bedeutung mit der eigenen Mutter gleichgesetzt. Milch und Butterschmalz gehören überdies zu den wichtigsten Opfergaben in indischen Tempeln. Durch die Ankunft des Islam geriet dieses bereits in den Felsedikten Ashokas propagierte System ins Wanken. Mit zunehmendem Tourismus und zunehmender Verwestlichung des gesamten Denkens wuchs in der 2. Hälfte des 20. Jahrhunderts auch in Indien die Zahl der Viehfarmen und Schlachthöfe; daneben spielt auch die Produktion von Leder – vor allem für den Export – eine wichtige wirtschaftliche Rolle. Vor allem aus religiösen Kreisen der Hindus, Jainas und selbst der Sikhs gab und gibt es gegen derartige Praktiken immer wieder Proteste.

## Betrieb
In den 1970er Jahren wurden nach der hauptsächlich verkehrs- und schmutzbedingten Vertreibung der Kühe aus den Großstädten Indiens die ersten Auffang- und Futterstationen gegründet, welche in erster Linie von wohlhabenden Privatpersonen und von Tempelinstitutionen finanziert wurden. Mittlerweile gibt es meist mehrere Goshalas in der Umgebung aller indischen Großstädte. Sie werden von vielen Indern besucht, die etwas für ihr Karma tun wollen, denn das Berühren des Kopfes einer Kuh gilt als segenspendend; darüber hinaus können sie ihren Kindern etwas von einer fast verlorengegangenen Tradition zeigen. Die Goshalas finanzieren sich in der Regel aus Spenden, doch werden nicht selten die Häute verstorbener Rinder an Gerbereien oder an Zwischenhändler verkauft. Allein in der Umgebung von Vrindavan, der Stadt des Gottes Krishna, der unter Kuhhirten aufwuchs, finden sich angeblich an die 200 Goshalas.